# Mouvement pour la démocratie et le socialisme/Niaxx Jariñu
Le Mouvement pour la démocratie et le socialisme/Niaxx Jariñu (MDS) est un parti politique sénégalais, dirigé par Oumar Khassimou Dia.

## Histoire
Issu d'une scission d'avec le Parti socialiste, le MDS a été officiellement créé le 8 juin 2000.
Lors des élections législatives de 2001, il a recueilli 5 142 voix, soit 0,27 %, n'obtenant aucun siège à l'Assemblée nationale.
C'est l'un des partis ayant choisi le boycott lors des élections législatives de 2007.
Ce parti a rejoint le Parti Démocratique Sénégalais en 2004 et le quittait le 1er octobre 2011 après un congrès de fusion avec le Mouvement Humaniste. Le nouveau parti portera alors le nom de Parti Humaniste Niax Jarinu et sera présidé par Oumar Khassimou DIA.

## Orientation
C'est un parti de gauche.
Ses objectifs déclarés sont les suivants :
- la conquête et l'exercice du pouvoir politique ;
- le renforcement de la démocratie au Sénégal, en Afrique et dans le monde ;
- la promotion d'un développement durable et intégral en luttant contre la pauvreté, la misère, la maladie, l'analphabétisme, l'injustice sociale, la désertification et la dégradation de l'environnement ;
- la lutte pour une société sénégalaise émergente où chacun pourrait jouir du fruit de son travail ;
- la lutte pour la réalisation d'une société équilibrée où disparaîtraient les inégalités d'une part entre villes et campagnes, d'autre part entre banlieues et centres ;
- la lutte contre toute forme d'exclusion et d'oppression ;
- la lutte pour l'unité africaine.

## Symboles
Ses couleurs sont le vert et le blanc.
Sur le drapeau ces deux couleurs sont séparées par une diagonale avec une étoile à 5 branches sur le blanc.

## Organisation
Le siège du parti se trouve à Dakar (Parcelles Assainies).